# Next Gen Cup
La Next Gen Cup è una competizione cestistica tra le selezioni giovanili maschili Under-19 dei club militanti in LBA.

## Formula
Il torneo prevede una fase a gironi con scontri diretti tra le partecipanti. Le prime classificate accedono alla Final Four della competizione. 
Ogni squadra può mettere a referto fino ad un massimo di tre giocatori di altre società non partecipanti alla competizione.

## Albo d'oro
| Anno    | Final Four                    |                | Finale 1º/2º posto | Finale 1º/2º posto | Finale 1º/2º posto |               | Semifinaliste                     | Semifinaliste | MVP |
| Anno    | Final Four                    | Campione       | Punteggio          | Secondo posto      |                    |               |                                   |               | MVP |
| 2018-19 | Nelson Mandela Forum, Firenze | Aquila Trento  | 78-64 referto      | Pall. Reggiana     | V.L. Pesaro        | Pall. Trieste | Dalph Panopio, Aquila Trento      |               |     |
| 2019-20 | Vitrifrigo Arena, Pesaro      | Reyer Venezia  | 62-59              | Pall. Reggiana     | Pistoia Basket     | Aquila Trento | Davide Casarin, Reyer Venezia     |               |     |
| 2021-22 | Enerxenia Arena, Varese       | Pall. Varese   | 112-84 referto     | Universo Treviso   | Vanoli Cremona     | V.L. Pesaro   | Wei Lun Zhao, Pall. Varese        |               |     |
| 2022-23 | PalaBarbuto, Napoli           | V.L. Pesaro    | 56-54 referto      | Universo Treviso   | Derthona Basket    | Pall. Trieste | Umberto Stazzonelli, V.L. Pesaro  |               |     |
| 2023-24 | PalaTrento, Trento            | Olimpia Milano | 79-76 referto      | Derthona Basket    | Napoli Basket      | Brescia       | Francesco Ferrari, Olimpia Milano |               |     |
| 2024-25 | PalaLeonessa, Brescia         | Olimpia Milano | 87-68 referto      | Derthona Basket    | Reyer Venezia      | Brescia       | Luigi Suigo, Olimpia Milano       |               |     |

## Vittorie per club
| Club           | Titolo | Anno            |
| -------------- | ------ | --------------- |
| Aquila Trento  | 1      | 2018-19         |
| Reyer Venezia  | 1      | 2019-20         |
| Pall. Varese   | 1      | 2021-22         |
| V.L. Pesaro    | 1      | 2022-23         |
| Olimpia Milano | 2      | 2023-24 2024-25 |